# Souhir Khemiri
Pour les articles homonymes, voir Khemiri.
Souhir Khemiri, née le 14 janvier 2005, est une haltérophile tunisienne.

## Carrière
Elle est médaillée d'argent à l'arraché, à l'épaulé-jeté et au total dans la catégorie des moins de 55 kg aux championnats d'Afrique 2022 au Caire.
Aux championnats d'Afrique 2023 à Tunis, elle obtient la médaille de bronze à l'épaulé-jeté dans la catégorie des moins de 59 kg.
Elle obtient la médaille de bronze à l'arraché et la médaille d'argent à l'épaulé-jeté dans la catégorie des moins de 59 kg aux Jeux panarabes de 2023 à Oran.